# Bangalorestadion
Het Bangalorestadion is een multifunctioneel stadion in Bangalore, een stad in India. 
Het stadion wordt vooral gebruikt voor voetbalwedstrijden, de voetbalclub Hindustan Aeronautics Limited S.C. maakt gebruik van dit stadion. Ook Bengaluru FC maakte er een seizoen gebruik van. In het stadion is plaats voor 8.400 toeschouwers. Het stadion werd gebouwd tussen 1967 en 1971.